# Из-за денег
«Из-за денег» (англ. Money Mad) — американский короткометражный драматический фильм Дэвида Уорка Гриффита

## Сюжет
Действие фильма начинается на улице. Молодая девушка роняет сумку, которую поднимает один мужчина и бросается в побег. Он отправляется в банк и обменивает там деньги на золото на глазах у двух головорезов. Они идут за ним до самого дома и, пока он спит, забирают деньги. Когда он проснулся, головорезы набросились на него и убили.

## В ролях
| Актёр            | Роль                |
| ---------------- | ------------------- |
| Чарльз Инсли     | скупец              |
| Джордж Гебхардт  | второй злодей       |
| Артур В. Джонсон | банковский служащий |
| Флоренс Лоуренс  | клиент банка        |
| Джини Макферсон  | лиент банка         |
| Мак Сеннет       | человек на улице    |
| Гарри Солтер     | первый злодей       |